# Потужный, Николай Никодимович
Николай Никодимович Потужный (1919—1943) — советский военный. Участник Советско-финской и Великой Отечественной войн. Герой Советского Союза (1944, посмертно). Гвардии капитан.

## Биография
Николай Никодимович Потужный родился 15 марта 1919 года в селе Горобиевка Черкасского уезда Киевской губернии Украинской ССР (ныне село Каневского района Черкасской области Украины) в семье рабочего Никодима Григорьевича Потужного. Украинец. Окончил семь классов школы в родном селе. До призыва на военную службу работал в сельском хозяйстве.
В ряды Рабоче-крестьянской Красной Армии Н. Н. Потужный был призван Каневским районным военкоматом Киевской области 20 сентября 1938 года. Во время срочной службы в 1940 году принимал участие в Советско-финской войне. После её окончания Николай Никодимович решил остаться в армии и был направлен в Московское пехотное училище имени Верховного Совета РСФСР, которое он закончил по ускоренной программе уже после начала Великой Отечественной войны летом 1941 года. В боях с немецко-фашистскими захватчиками лейтенант Н. Н. Потужный с 12 августа 1941 года на Западном фронте. Участвовал в Смоленском сражении. 20 августа 1941 года был ранен и эвакуирован в госпиталь. После выздоровления осенью 1941 года был направлен в Саратовскую область, где шло формирование 342-й стрелковой дивизии, и был назначен на должность командира огневого взвода миномётной роты 1150-го стрелкового полка. В декабре 1941 года дивизия была включена в состав 61-й армии Западного фронта и участвовала в контрнаступлении советских войск под Москвой (Калужская операция). 20 января 1941 года в ходе Болховской операции Николай Никодимович вновь был ранен, но быстро вернулся в строй.
С весны 1942 года до февраля 1943 года 342-я стрелковая дивизия вела оборонительные бои на стыке Тульской и Орловской областей в составе 61-й армии на Западном и Брянском фронтах. Летом 1942 года Н. Н. Потужный получил звание старшего лейтенанта и принял под командование миномётную роту 1150-го стрелового полка. В оборонительных боях старший лейтенант Потужный неоднократно демонстрировал личное мужество и умение управлять вверенным подразделением. Так 16 августа 1942 года в бою за село Кумово Ульяновского района Орловской области, находясь на наблюдательном пункте в боевых порядках пехоты, Николай Никодимович умело корректировал огонь миномётов, прямым попаданием уничтожив одну грузовую машину и подавив две огневые точки противника. В тот же день при отражении немецкой контратаки точным огнём миномётчики Потужного отсекли вражескую пехоту от танков. Старший лейтенант Потужный в ходе боя из противотанкового ружья с первого выстрела поджёг головной танк противника, вынудив два других отступить. В бою 17 августа 1942 года Николай Никодимович был ранен и контужен, но до вечера продолжал командовать ротой. Через несколько дней, проведённых в санитарной роте, он вернулся в строй. В боях за деревню Кукуевка Болховского района Орловской области 21-25 февраля 1943 года старший лейтенант Н. Н. Потужный находился в боевых порядках наступающей пехоты и эффективно корректировал огонь своей роты. Благодаря умелым действиям его миномётчиков было подавлено несколько огневых точек противника и уничтожено более 60 вражеских солдат. Во время наступательных действий бойцы Потужного захватили немецкую 75-миллиметровую пушку и, развернув её в сторону противника, произвели не менее 60 выстрелов по врагу.
В марте 1943 года 342-я стрелковая дивизия была передана в состав 3-й армии Брянского фронта и заняла оборонительные позиции вдоль восточного берега реки Зуша, которые удерживала до 20 июля 1943 года. В июле — августе 1943 года Н. Н. Потужный участвовал в Орловской операции Курской битвы, освобождал город Мценск. В ходе операции ему было присвоено звание капитана. Николай Никодимович особо отличился в ходе Брянской операции при освобождении Мглинского и Суражского районов Орловской области. Включившись в операцию 13 сентября 1943 года войска 3-й армии форсировали Десну южнее Брянска и, преследуя отступающего противника, начали наступление на Сураж. 22 сентября 1943 года подразделения 342-й стрелковой дивизии во взаимодействии с 13-м отдельным гвардейским танковым полком освободили город Мглин. В ходе наступления миномётная рота капитана Н. Н. Потужного находилась в боевых порядках пехоты и эффективно поддерживала её миномётным огнём. 23 сентября 1943 года миномётчики Потужного обеспечили успешный штурм вражеской обороны у села Великая Дуброва. Выбитый из населённого пункта противник, произведя перегруппировку своих сил, предпринял восемь контратак на позиции 1150-го стрелкового полка. Эффективным огнём миномётная рота способствовала их отражению, уничтожив не менее 70 немецких солдат и офицеров.
23 сентября 1943 года за массовый героизм личного состава, проявленный в Орловской операции, 342-я стрелковая дивизия была преобразована в 121-ю гвардейскую, а 1150-й стрелковый полк стал 342-м гвардейским. Оправдывая гвардейское звание, 25 сентября 1943 года полк под ураганным огнём противника форсировал реку Ипуть у села Овчинец. В числе первых подразделений полка на левый берег реки высадилась миномётная рота гвардии капитана Н. Н. Потужного. Миномётчики обеспечили успешный штурм села, превращённого противником в мощный узел обороны. Немцы, стремясь во что бы то ни стало вернуть утраченные позиции и отбросить советские войска за реку, предприняли 11 яростных контратак. Отбивая их, миномётная рота Потужного нанесла неприятелю большой урон в живой силе. Когда закончились мины, бойцы Потужного отражали атаки немцев стрелковым оружием и гранатами. В критический момент боя Николай Никодимович поднял своих бойцов в рукопашную, в ходе которой, действуя автоматом и гранатами, лично уничтожил 19 немецких солдат. Будучи тяжело ранен в голову, он продолжал сражаться, пока не потерял сознание.
Точная дата смерти гвардии капитана Н. Н. Потужного и место его захоронения являются спорными. Согласно официальной версии он умер от полученных ран 25 сентября 1943 года и был похоронен в братской могиле в селе Овчинец в числе 82 солдат и офицеров Красной Армии, погибших при освобождении села. В пользу этой версии говорят следующие факты: 1) командир полка гвардии майор Ф. А. Ячменев, представляя гвардии капитана Н. Н. Потужного к званию Героя Советского Союза посмертно, отмечал, что «От полученных ранений товарищ Потужный умер на поле боя как герой»; 2) в списке безвозвратных потерь 121-й гвардейской стрелковой дивизии за период с 19 по 30 сентября 1943 года гвардии капитан Н. Н. Потужный числится умершим от ран 25 сентября 1943 года и похороненным в селе Овчинец; 3) имя Николая Никодимовича Потужного значится в списке похороненных в братской могиле в селе Овчинец Суражского района Брянской области. Однако в связи с опубликованием материалов Центрального архива Министерства обороны СССР эта версия подвергается сомнению. Согласно учётным документам 434-го отдельного медико-санитарного батальона 121-й гвардейской стрелковой дивизии гвардии капитан Н. Н. Потужный 25 сентября 1943 года был доставлен в медсанбат со слепым осколочным ранением головы с повреждением мозгового вещества без признаков жизни. Однако при осмотре дежурным врачом выяснилось, что капитан Потужный ещё жив, хотя его ранение является несовместимым с жизнью. Согласно книге умерших медсанбата Н. Н. Потужный скончался в ночь с 29 на 30 сентября 1943 года и был похоронен в братской могиле в селе Лопазна (ныне Суражского района Брянской области) по месту дислокации медицинского учреждения.
Указом Президиума Верховного Совета СССР «О присвоении звания Героя Советского Союза генералам, офицерскому, сержантскому и рядовому составу Красной Армии» от 15 января 1944 года за «образцовое выполнение боевых заданий командования на фронте борьбы с немецкими захватчиками и проявленными при этом отвагу и геройство» гвардии капитану Потужному Николаю Никодимовичу было присвоено звание Героя Советского Союза посмертно.

## Награды
- Медаль «Золотая Звезда» (15.01.1944, посмертно);
- орден Ленина (15.01.1944, посмертно);
- орден Красного Знамени (05.11.1942);
- орден Отечественной войны 2-й степени (15.03.1943).

## Память
- Бюст Героя Советского Союза Н. Н. Потужного установлен на Аллее Героев в городе Сураж Брянской области.
- Имя Героя Советского Союза Н. Н. Потужного увековечено на мемориале на Собороной площади в городе Каневе Черкасской области Украины.
- Улица в селе Овчинец Суражского района Брянской области носит его имя.

## Документы
- Общедоступный электронный банк документов «Подвиг Народа в Великой Отечественной войне 1941—1945 гг.» Дата обращения: 7 марта 2013. Архивировано из оригинала 13 марта 2012 года.

Представление к званию Героя Советского Союза и указ ПВС СССР о присвоении звания. Дата обращения: 7 марта 2013. Архивировано 7 апреля 2013 года.
Орде Красного Знамени (наградной лист и приказ о награждении). Дата обращения: 7 марта 2013. Архивировано 7 апреля 2013 года.
Орден Отечественной войны 2-й степени (наградной лист и приказ о награждении). Дата обращения: 7 марта 2013. Архивировано 7 апреля 2013 года.
- Обобщенный банк данных «Мемориал». Дата обращения: 7 марта 2013. Архивировано из оригинала 10 мая 2012 года.

ЦАМО, ф. 33, оп. 11458, д. 136.
ЦАМО, ф. 58, оп. А-71693, д. 541.
ЦАМО, ф. 58, оп. 977525, д. 204.
ЦАМО, ф. 58, оп. 977525, д. 204.
ЦАМО, ф. 33, оп. 11458, д. 69.
Информация из списка захоронения 32-805.
Учётная карточка захоронения 32-805.
Схема захоронения 32-805.